# Allégorie d'Hercule
L' Allégorie d'Hercule est une peinture à l'huile sur toile (143 × 144 cm) du peintre de l'École de Ferrare Dosso Dossi, datable d'environ 1535 et conservée au musée des Offices à Florence. L'œuvre, en raison du sujet incertain, est aussi connue avec les titres Bambocciata et Sorcellerie.

## Histoire
L'œuvre fut achetée à Sienne par Giannotto Cennini pour le compte du cardinal Léopold de Médicis, qui la reçut en 1665. L'inventaire parle d'un « tableau avec les portraits des bouffons des ducs de Ferrare ». Un tel sujet caricatural et satirique n'est compatible qu'avec une commande directe d'Hercule II d'Este, qui serait ironiquement représenté comme le « vieil Hercule » auquel le titre fait référence.
L'attribution à Dosso Dossi est incontestable, avec une datation à la dernière phase.

## Description et style
L'œuvre est également connue sous les titres de Bambocciata (Mendelsohn) ou de Sorcellerie (Roberto Longhi), confirmant l'incertitude quant au sujet qu'elle représente. C'est Felton Gibbon qui a émis l'hypothèse qu'il s'agissait d'une transposition du thème d'Hercule à la croisée des chemins, c'est-à-dire une représentation allégorique du héros confronté au choix entre une vie difficile mais vertueuse ou gaspillée dans une débauche facile. Maurizio Calvesi (historien de l'art) parle enfin d'une allégorie de Bacchus et de son entourage, lisant divers symboles bachiques disséminés sur la toile.
Hercule, faisant allusion au vieux duc, est représenté au premier plan sous la forme d'un vieil homme à moitié nu avec une guirlande de roses sur la tête et tenant deux sphères, l'une près de lui et l'autre tirée par une ficelle passant au travers, une allusion à son gouvernement de l'État de près ou de loin, accompagné de bouffons et de femmes lascives.
L'artiste était sûrement intéressé à représenter une galerie de personnages grotesques, inspirés de la peinture de genre nordique. La scène se déroule dans un intérieur sombre, d'inspiration lombarde, derrière un parapet sur lequel sont posés quelques symboles d'interprétation difficile : deux cosses, une soucoupe à fromage épicé et un petit couteau, une pie bavarde et une branche de cerisier chargée de fruits. Ce sont probablement des allusions érotiques salaces, « piquantes » de fait.
Un joyeux banquet se déroule avec différents convives à une table sur laquelle est posé un tapis exotique. Au centre, un jeune homme richement vêtu, tient un rouet d'où jaillit un brin de sureau en référence à une histoire d'Hercule qui fut obligé de se déguiser en femme et de filer pour l'amour d'Omphale. À droite, se tiennent deux courtisanes au bonnet élaboré sur la tête, selon la mode de l'époque, dont l'une a les seins découverts et tient une corbeille de fruits, à côté d'une autre masquée (symbole de l'amour sensuel) et d'un tambourin.
Quatre personnages masculins s'alignent en arrière-plan : un homme aux cheveux blancs qui regarde de trois quarts vers le spectateur près d'une chèvre (symbole de la lascivité), un homme mûr de profil et deux serviteurs dont l'un semble tenir le chien blanc d'une des femmes. Tout le monde semble être impliqué à regarder jouer le vieil homme. Les visages sont souvent vermeils, aux traits chargés, presque caricaturaux.
La palette privilégie les tons rougeâtres et bruns, bien adaptés à l'atmosphère un peu glauque de l'œuvre. L'atmosphère humide et ombragée est illuminée par un rayon de lumière qui, pertinemment, se pose sur les seins de la femme décolletée.